# Apiksaban
Apiksaban (łac. apixabanum) – wielofunkcyjny organiczny związek chemiczny, lek przeciwzakrzepowy, bezpośredni i odwracalny inhibitor czynnika Xa, stosowany w zapobieganiu zakrzepom u pacjentów z grup wysokiego ryzyka.

## Mechanizm działania
Apiksaban jest bezpośrednim i odwracalnym inhibitorem czynnika Xa i nie wymaga antytrombiny dla działania przeciwzakrzepowego. Poprzez zahamowanie czynnika Xa zapobiega wytwarzaniu trombiny i poprzez to powstawiania skrzepu.
Apiksaban wpływa na wyniki badań krzepnięcia takie jak czas protrombinowy (PT), międzynarodowy współczynnik znormalizowany (INR) i czas częściowej tromboplastyny po aktywacji (APTT), jednakże wpływ ten jest niewielki i wykazuje wysoką zmienność.

## Zastosowanie
- zapobieganie epizodom żylnej choroby zakrzepowo-zatorowej u dorosłych pacjentów po planowej operacji endoprotezoplastyki stawu biodrowego lub kolanowego[5],
- zapobieganie udarom mózgu i zatorowości systemowej u dorosłych pacjentów z niezastawkowym migotaniem przedsionków z co najmniej jednym czynnikiem ryzyka, takim jak przebyty udar mózgu lub przemijający napad niedokrwienny (ang. transient ischaemic attack, TIA), wiek ≥ 75 lat, nadciśnienie tętnicze, cukrzyca, objawowa niewydolność serca (klasa wg NYHA ≥ II)[5].

Apiksaban znajduje się na wzorcowej liście podstawowych leków Światowej Organizacji Zdrowia (WHO Model Lists of Essential Medicines) (2019).
Apiksaban jest dopuszczony do obrotu w Polsce (2020).

## Działania niepożądane
Apiksaban może powodować następujące działania niepożądane u ponad 1% pacjentów: niedokrwistość, krwawienie (w tym krwawienie z przewodu pokarmowego, krwawienie z nosa, krwiomocz oraz krwiak podskórny) i nudności.

## Dawkowanie
Zalecane dawkowanie apiksabanu:
- w zapobieganiu udarom mózgu i zatorowości systemowej u dorosłych pacjentów z niezastawkowym migotaniem przedsionków to dwa razy dziennie 5 mg, natomiast u pacjentów, u których stwierdzono występowanie dwóch z następujących problemów zdrowotnych: wiek powyżej 80 lat, waga poniżej 60 kg lub też stężenie kreatyniny w osoczu krwi powyżej 1,5 mg/dl, to dwa razy dziennie po 2,5 mg[5][8]
- w zapobieganiu żylnej chorobie zakrzepowo–zatorowej po zabiegu chirurgicznym endoprotezoplastyki stawu biodrowego lub kolanowego to dwa razy dziennie po 2,5 mg, przez odpowiednio 32 do 38 dni i 10 do 14 dni[5].

Dawkowanie apiksabanu jest niezależne od pochodzenia rasowego.